# سيدرك ماكميلان
سيدرك ماكميلان (17 أغسطس 1977 - 12 أبريل 2022)، هو لاعب كمال أجسام محترف أمريكي.
ولد سيدريك ماكميلان في مابلوود بولاية نيوجيرسي في 17 أغسطس 1977. لاعب كمال اجسام أمريكي محترف وهو جندي في الجيش الأمريكي أيضا. عندما كان طفلاً، اهتم ورسم شخصيات  ذات جسد عضلي مثير للإعجاب. لكن مثله الأعلى كان أسطورة أرنولد شوارزنيجر، الذي ألهمه حقًا خاصة بعد مشاهدة كونان البربري الذي قام ببطولة شوارزنيجر

## بدايته في كمال الاجسام
بدأ التدريب في حوالي 13 عامًا بعد أن اشترت له والدته مجموعة أوزان. ولم يمض وقت طويل قبل ذلك، علم ماكميلان أن لديه بالتأكيد جينات مذهلة وشغفًا ببناء العضلات.
بعد المدرسة الثانوية، انضم ماكميلان إلى الجيش الأمريكي وانتقل إلى ساوث كارولينا. بعد فترة وجيزة، قرر الدخول في أول مسابقة لكمال الأجسام بعد أن أقنعه صديقه (مارك نيل) الذي ساعده على اكتساب الكثير من الحجم والتعرف على كمال الأجسام. بعد أن رأى مارك كيف تطورت بنية سيدريك البدنية بعد شهر واحد من التدريب، شجع ماكميلان على التنافس في عرض كمال الأجسام الذي كان على بعد أربعة أسابيع فقط
في غضون أربعة أسابيع إضافية من اتباع نظام غذائي وتدريب تحت إشراف مارك، حيث كان يزن في البداية 195 رطلاً، نما Cedric إلى 225 رطلاً وتنافس بوزن 205 رطلاً. دخل NPC South Carolina في عام 2007 والذي انتهى به الأمر بالفوز في فئة الوزن الثقيل

## الاحتراف
كان سيدريك ماكميلان من أفضل لاعبي كمال الأجسام في القسم المفتوح، حيث حقق 5 انتصارات احترافية واحتلال المركز الخامس في المنافسات الكبرى في عدة مناسبات. حصل على بطاقة Pro الخاصة به في عام 2009 ومنذ ذلك الحين كان احد  أفضل لاعبي كمال الأجسام في العالم.
كان أبرز انتصاره هو لعام 2017 أرنولد كلاسيك أوهايو حيث التقى  مثله الأعلى، أرنولد شوارزنيجر، وحصل على الثناء من ارنولد. وكانت أحدث منافساته هي أرنولد كلاسيك أوهايو لعام 2020 حيث احتل المركز السادس
يشتهر ماكميلان ببنيته الجسدية وطوله وضخامته وكان ميكميلان يميل الي العصر الكلاسيكي فلم يكن يحب الضخامة المهولة جدا وكان يشجع الاجسام المتناسقة أكثر من الضخامة المفرطة
بفضل توليفه من الحجم المذهل والطول والخطوط الكلاسيكية الجمالية، حقق ماكميلان نجاحًا كبيرًا لا سيما في Arnold Classic
ومع ذلك، على الرغم من وضع المعايير للحصول على مظهر أحدث وأكثر جاذبية في الرياضة، يُنظر إلى ماكميلان عمومًا على أنه كان أداؤه ضعيفًا في السيد أوليمبيا، والتي غالبًا ما تكافئ أكبر العضلات وأكثرها قوة، مما يضع ماكميلان الأطول في وضع صعب ولكن ميكميلان كان من أجمل الاجسام التي صعدت على مسارح بطولات المحترفين.كما وصفه الاسطورة ارنولد

## مرضه
كان سيديرك بداية من عام 2021 يعاني من مشاكل في القلب كما ذكر هذا من قبل وقال ان سبب اصابته بفايروس كورونا
ومضاعفاتها ربما تكون سبب بما حدث له من مشاكل في القلب ورغم ذلك ربما الجميع أصبح يعرف ان اغلب لاعبي كمال الاجسام المحترفين تحدث له مشاكل مثل ضعف وتضخم بعضلة القلب وبكل تأكيد اصابع الاتهام سوف تذهب نحو المنشطات لكن لا نستطيع ان نجزم ان سبب مشاكل القلب لدى سيديرك كانت من المنشطات حصرا
ورغم كل مشاكل القلب التي يعاني منها بقي سيديرك يتقدم لينافس بالبطولات بعد عودته من اصابته في الذراع

## وفاته
وفي هذا اليوم تم اعلان وفاته اثناء ادائه لتمرين الكارديو على جهاز المشي وكان نتيجة جلطة في القلب
صديقه المقرب اكد ان سيدريك كان يعاني من ضعف في القلب وكان قلبه يعمل بنسبة 10% وانه كان يعاني من مضاعفات اصابته بكورونا مرتين مما انتج التهاب رؤوي
وكان سيدريك يعاني من مشاكل نفسية بسبب مرضه لكن رغم ذلك لم يترك التمرين والمنافسة

## وصف جسمه
وزنه خارج موسم البطولات: 295-310 رطلا أي 133.8-140.6 كيلو غرام
وزن في البطولات: 280 رطلا. أي 127 كيلو غرام
طوله: 6.1 أي 185 سم
عمره:44

## تاريخه في البطولات
| سنة المنافسة | اسم المنافسة                              | المركز |
| ------------ | ----------------------------------------- | ------ |
| 2020         | أرنولد كلاسيك كولومبوس                    | 6      |
| 2019         | اليابان برو                               | 2      |
| 2019         | رومانيا مصل فاست برو                      | 1      |
| 2019         | هنجاريا برو جراند بركس                    | 1      |
| 2019         | مستر اولمبيا                              | 7      |
| 2019         | ارنولد كلاسيك استراليا                    | 2      |
| 2019         | ارنولد كلاسيك                             | 4      |
| 2018         | مستر اولمبيا                              | 9      |
| 2018         | ترنتو برو                                 | 3      |
| 2018         | ارنولد كلاسيك                             | 3      |
| 2017         | فيريجنو ليج                               | 2      |
| 2017         | مستر اولمبيا                              | 10     |
| 2017         | ارنولد كلاسيك كولومبس                     | 1      |
| 2016         | مستر اولمبيا                              | 7      |
| 2016         | أرنولد كلاسيك أستراليا                    | 2      |
| 2016         | أرنولد كلاسيك                             | 2      |
| 2016         | ليفرون برو كلاسيك                         | 1      |
| 2015         | نورديك برو                                | 3      |
| 2015         | يوروبا اتلانتيك سيتي برو                  | 2      |
| 2015         | جولدن ستيت برو                            | 1      |
| 2015         | أرنولد كلاسيك أمريكا الجنوبية             | 2      |
| 2015         | أرنولد كلاسيك                             | 4      |
| 2014         | أرنولد كلاسيك                             | 3      |
| 2013         | السيد أولمبيا                             | 12     |
| 2013         | نيويورك برو                               | 12     |
| 2013         | فيبو باور ألمانيا                         | 1      |
| 2013         | أرنولد كلاسيك                             | 6      |
| 2012         | نيويورك برو                               | 1      |
| 2011         | أوروبا أورلاندو برو                       | 1      |
| 2011         | نيويورك برو                               | 11     |
| 2010         | يوروبا دالاس برو                          | 4      |
| 2009         | بطولات NPC الوطنية                        | 1      |
| 2008         | بطولة الولايات المتحدة الأمريكية للناشئين | 1      |